# Oxyethira complicata
Oxyethira complicata är en nattsländeart som beskrevs av Wells 1990. Oxyethira complicata ingår i släktet Oxyethira och familjen smånattsländor. Inga underarter finns listade i Catalogue of Life.